# Glacicavicola
Glacicavicola là một chi bọ cánh cứng trong họ Leiodidae.

## Các loài
- Glacicavicola bathysciodes Westcott, 1968